# Čovac
Čovac is een plaats in de gemeente Okučani in de Kroatische provincie Brod-Posavina. De plaats telt 195 inwoners (2001).